# Gregg Lake
Gregg Lake är en sjö i Kanada.   Den ligger i provinsen Alberta, i den centrala delen av landet, 3 100 km väster om huvudstaden Ottawa. Gregg Lake ligger 1 138 meter över havet. Arean är 1,9 kvadratkilometer. Den sträcker sig 4,4 kilometer i nord-sydlig riktning, och 2,6 kilometer i öst-västlig riktning.
I omgivningarna runt Gregg Lake växer i huvudsak barrskog. Trakten runt Gregg Lake är nära nog obefolkad, med mindre än två invånare per kvadratkilometer.